# Ancistrorhynchus crystalensis
Ancistrorhynchus crystalensis är en orkidéart som beskrevs av Phillip James Cribb och Laan. Ancistrorhynchus crystalensis ingår i släktet Ancistrorhynchus och familjen orkidéer. Inga underarter finns listade i Catalogue of Life.